# Alvin and the Chipmunks
Alvin and the Chipmunks è un gruppo musicale formato da personaggi immaginari creato da Ross Bagdasarian nel 1958. Tuttavia la musica è suonata e registrata da musicisti e produttori reali, e il relativo gruppo ha registrato una serie di dischi il cui successo ha poi portato alla realizzazione di varie serie televisive animate e di lungometraggi prodotti dagli anni sessanta in poi.
Le caratteristiche voci dei tre tamia (scoiattoli striati, in inglese chipmunk) antropomorfi erano doppiate dallo stesso Bagdasarian e venivano prima registrate su audiocassette e poi riprodotte a velocità aumentata per renderle più acute. Il termine "voce da chipmunk" è entrato a far parte dei modi di dire americani, per riferirsi proprio ad una voce artificialmente alzata di frequenza, senza alterare il tempo. A partire dal 1959 vennero realizzate anche trasposizioni a fumetti, edite dalla Dell negli Stati Uniti.

## Storia
Il gruppo è formato da tre tamia cantanti e simpatici: Alvin il ribelle, la stella del gruppo, Simon l'intelligente e Theodore il pacioccone. Il manager del trio è l'umano David Seville. In realtà, David Seville era il nome d'arte di Bagdasarian, e gli stessi Chipmunks prendevano i nomi dai nomi dei dirigenti della loro casa discografica, la Liberty Records: Alvin Bennett (presidente), Simon Waronker (fondatore e proprietario) e Theodore Keep (ingegnere capo).
Bagdasarian inventò il gruppo negli anni cinquanta, quando incise un disco sotto il nome di David Seville and the Chipmunks. Sul palco Bagdasarian cantava in playback le parti di David Seville, mentre delle marionette con le sembianze dei Chipmunks facevano altrettanto. I personaggi ebbero un inaspettato successo, tanto che negli anni sessanta furono prodotti numerosi dischi e una serie di cartoni animati, Alvin Show. Con la morte di Bagdasarian nel 1972, dopo un decennio, l'eredità venne rilevata da suo figlio Ross Jr. che realizzò una nuova serie animata televisiva Alvin rock 'n' roll (Alvin and the Chipmunks), trasmessa dalla rete NBC dal settembre del 1983 fino al 1990 con ottimi risultati in termini d'ascolto. In questa nuova serie fu introdotta una controparte femminile, le Chipettes, una band di tamia femmina formata da Brittany, Jeanette ed Eleanor.
Nel 1996 i diritti di sfruttamento dei personaggi furono acquistati dagli Universal Studios per realizzare nuove produzioni televisive animate, merchandising e un parco a tema, ma nel 2000 risultavano realizzati solo due lungometraggi per l'home video ("Alvin Superstar incontra Frankenstein" e "Alvin Superstar incontra l'Uomo Lupo"), quindi la Bagdasarian Productions fece causa alla Universal per riottenere i diritti sui personaggi. La causa fu vinta nel 2002 dalla Bagdasarian, ma nel frattempo tutte le produzioni sui Chipmunks si erano fermate. 
Nel 2005 la Bagdasarian fece un accordo con la Paramount per la distribuzione in DVD di diverse raccolte di episodi e speciali oltre il film "Le avventure dei Chipmunk". Nessuno di questi DVD giunse in Italia. Dall'accordo erano esclusi i due film animati della Universal. Nel 2007 venne prodotto e distribuito il film Alvin Superstar, che ottenne un enorme successo sia in patria che all'estero (560 milioni di $ di incasso), rilanciando il merchandise legato ai personaggi; il successo fu bissato due anni dopo con il seguito Alvin Superstar 2 (incasso complessivo 443 milioni di dollari); un terzo titolo, Alvin Superstar 3 - Si salvi chi può! uscì nel 2011 e incassò 343 milioni di dollari; il quarto, Alvin Superstar - Nessuno ci può fermare, arrivò nelle sale italiane il 23 dicembre 2015. Nel 2015 venne prodotta la serie televisiva a cartone animati Alvinnn!!! e i Chipmunks.

## Influenza culturale
- La canzone The Chipmunk song compare nella ristampa su CD del 2005 dell'album Boogie with Canned Heat (1968). Il cantante Bob Hite duetta con Alvin.
- Nel 1968 il gruppo fu protagonista del Carosello del formaggio Prealpi sulla Rai.
- I versi della canzone dei Chipmunks The Witch Doctor "Oo-ee, oo-ah-ah, ting-tang, walla-walla, bing-bang" sono stati riutilizzati nelle ultime scene del film-musical Grease nella canzone We Go Together.
- Il film Quasi famosi si apre con una canzone dei Chipmunks, The Chipmunk Song.
- In un episodio de I Simpson, Il quartetto vocale di Homer in un mucchio di dischi se ne vede uno intitolato Melvin and the Squirrels, chiaro riferimento ai Chipmunks.
- In un episodio de I Griffin (episodio 28, 4ª serie) Glenn Quagmire canticchia il ritornello di Witch Doctor.
- In un episodio di Happy Days Richie dice a Mork, che sta parlando nella propria lingua, che assomiglia ad Alvin e i Chipmunks.
- In un episodio di Alf il protagonista cita due pianeti dai nomi Alvin e Dave.
- In un episodio di Friends (episodio 24, 1ª serie) Ross chiede a Chandler se conosce un certo Carl. Chandler risponde "Vediamo. Alvin... Simon... Theodore... no!"
- Durante una scena del film del 2007 Diario di una tata si sente una versione della Macarena cantata dai Chipmunks.
- Nella canzone Davanti alla Tv degli Articolo 31 del 1998 si sente la frase: "...Su Mtv c'erano i Chipmunks che facevano un live..."
- Li possiamo ascoltare anche nel film Rocky IV, in un momento di riposo durante l'allenamento dello "Stallone italiano", che in questo capitolo dovrà affrontare il terribile russo Ivan Drago, vendicando così l'amico Apollo Creed, in terra russa.
- Nel film Senti chi parla adesso, in una scena in cui Mikey è nella sua camera, tutta la famiglia si mette a ballare sulle note di Christmas don't be late, uno dei brani più celebri dei Chipmunks.
- Nel 1994 i Chipmunks incidono in duetto con la cantante canadese Céline Dion il brano natalizio Petit Papa Noël.
- Nel 1998 i Cartoons pubblicano nel loro primo album il brano The Witch Doctor, una versione più ritmata di quella dei Chipmunks.
- Nel 1990 i Chipmunks compaiono, insieme ad altri popolari personaggi dei cartoni animati, in uno speciale televisivo per la prevenzione contro la droga: un mediometraggio a cartone animato educativo dal titolo I nostri eroi alla riscossa (noto anche come Cartoni animati contro la droga, titolo originale Cartoon All-Stars to the Rescue).
- Nell'episodio di Regular Show intitolato Musicisti per un giorno la band di Mordecai e Rigby si chiama Mordecai e i Rigby, prendendo chiaramente ispirazione da Alvin e i Chipmunks. Inoltre, i loro alter ego del futuro ottengono il loro successo cantando in playback, similmente ai Chipmunks nel primo dei quattro film live.
- Nell'episodio di Vomma La maledizione del chupacabra mannaro appare Alvin in fumetto dove viene morsicato dall'animale fantastico in versione mannara. Compare anche in Non se ne parla! nelle vesti di Oggy in un quadro nella casa di Omirio. Fa un'altra apparizione con Simon, Theodore, Dave e le Chippettes nell'episodio Il Team Plasma in giardino, in una foto.
- Mentre si preparava la messa in onda della serie televisiva Alvin Show, un altro cartone animato, The Nutty Squirrels, arrivò in televisione, battendoli sul tempo, ma non riuscì a ottenere lo stesso successo.

## Discografia

### Album non ufficiali
- 1959: Let's All Sing with The Chipmunks
- 1960: Sing Again with The Chipmunks
- 1960: Around the World with The Chipmunks
- 1961: The Alvin Show
- 1962: The Chipmunk Songbook
- 1962: Christmas with the Chipmunks
- 1963: Christmas with The Chipmunks, Vol. 2
- 1964: The Chipmunks Sing The Beatles Hits
- 1965: The Chipmunks Sing with Children
- 1965: Chipmunks à Go-Go
- 1968: The Chipmunks see Doctor Dolittle
- 1969: The Chipmunks Go to the Movies
- 1975: The Very Best of The Chipmunks
- 1980: Chipmunk Punk
- 1981: Urban Chipmunk
- 1981: A Chipmunk Christmas
- 1982: Chipmunk Rock
- 1982: The Chipmunks Go Hollywood
- 1982: Chipmunk Mania
- 1982: The Chipmunks 20 All Time Golden Greats
- 1984: Songs from Our TV Shows
- 1985: The Chipmunks 'Munk Rock
- 1987: The Chipmunk Adventure
- 1988: Solid Gold Chipmunks: 30th Anniversary Collection
- 1988: The Chipmunks and The Chipettes: Born to Rock
- 1990: Rockin' Through the Decades
- 1991: The Chipmunks Rock the House
- 1992: Chipmunks in Low Places
- 1992: Greatest Hits
- 1993: The Alternative Alvin
- 1993: The Chipmunks 35th Birthday Party
- 1993: Sing-Alongs
- 1994: Here's Looking at Me!
- 1995: When You Wish Upon a Chipmunk
- 1995: A Very Merry Chipmunk
- 1996: Club Chipmunk: The Dance Mixes
- 1998: The A-Files: Alien Songs
- 1999: Greatest Hits: Still Squeaky After All These Years (original)
- 1999: The Chipmunks' Greatest Christmas Hits
- 2003: Merry Christmas from the Chipmunks
- 2004: Little Alvin and the Mini-Munks
- 2007: Greatest Hits: Still Squeaky After All These Years (re-issue)
- 2008: Christmas with The Chipmunks (re-issue)
- 2008: Alvin and the Chipmunks: Undeniable
- 2015: We're the Chipmunks (Music From the TV Show)
- 2019: Yolo

### Album ufficiali
- 2007: Alvin and the Chipmunks: Original Motion Picture Soundtrack
- 2009: Alvin and the Chipmunks: The Squeakquel: Original Motion Picture Soundtrack
- 2011: Alvin and the Chipmunks: Chipwrecked: Music from the Motion Picture
- 2015: Alvin and the Chipmunks: The Road Chip: Original Motion Picture Soundtrack

### Singoli
- 1958: "Witch Doctor"/"Don't Whistle At Me Baby" (Liberty F-55132) (US numero 1)
- 1958: "The Chipmunk Song"/"Almost Good" (Liberty F-55168) (US numero 1)
- 1959: "Alvin's Harmonica"/"Mediocre" (Liberty F-55179) (US numero 3)
- 1959: "Ragtime Cowboy Joe"/"Flip Side" (Liberty F-55200) (US numero 16) (B-side by David Seville)
- 1959: "The Chipmunk Song"/"Alvin's Harmonica" (Liberty F-55250) (Reissue)
- 1960: "Alvin's Orchestra"/"Copyright 1960" (Liberty F-55233) (US numero 33) (B-side by David Seville)
- 1960: "Coming Round The Mountain"/"Sing A Goofy Song" (Liberty F-55246)
- 1960: "Witch Doctor" (Chipmunks version) /"Swannee River" (Liberty F-55272)
- 1960: "Alvin for President"/"Sack Time" (Liberty F-55277) (US numero 95) (B-side by David Seville)
- 1960: "Rudolph the Red-Nosed Reindeer"/"Spain" (Liberty F-55289)
- 1962: "The Alvin Twist"/"I Wish I Could Speak French" (Liberty 55424)
- 1962: "America the Beautiful"/"My Wild Irish Rose" (Liberty 55452)
- 1963: "Alvin's All Star Chipmunk Band"/"Old Mac Donald Cha Cha Cha" (Liberty 55544)
- 1963: "Eefin' Alvin"/"Flip Side" (Liberty 55632) (B-side by David Seville)
- 1963: "Wonderful Day"/"The Night Before Christmas" (Liberty 55635)
- 1964: "All My Loving" (cover dei Beatles)/"Do You Want To Know A Secret" (Liberty 55734)
- 1965: "Do-re-mi"/"Supercalifragilisticexpialidocious" (Liberty 55773)
- 1965: "I'm Henry VIII, I Am"/"What's New, Pussycat" (Liberty 55832)
- 1967: "Sorry About That, Herb"/"Apple Picker" (Dot 16997)
- 1968: "Talk to the Animals"/"My Friend The Doctor" (Sunset 61002)
- 1968: "Chitty Chitty Bang Bang"/"Hushabye Mountain" (Sunset 61003)
- 1968: "The Chipmunk Song" (by Canned Heat with The Chipmunks) /"Christmas Blues" (Liberty 56079)
- 1980: "You May Be Right"
- 1980: "Call Me" (cover dei Blondie)
- 1981: "On The Road Again"
- 1981: "I Love A Rainy Night"
- 1983: "We're The Chipmunks/Beat It" (cover di Michael Jackson)
- 1990: "Jingle Bells Finale"
- 1993: "Achy Breaky Heart" (Billy Ray Cyrus cover; 45, 1993, Epic 74776) (numero 72 Billboard Hot Country Singles & Tracks)
- 1994: "I Don't Want To Be Alone For Christmas (Unless I'm Alone With You)"
- 1996: "Macarena"
- 2007: "The Chipmunk Song (Christmas Don't Be Late)" (2007 Version) (US numero 66)
- 2007: "Witch Doctor" (2007 Version) (US numero 62)
- 2008: "Bad Day" (US numero 67)
- 2008: "Funkytown" (US numero 86)
- 2008: "Shake Your Groove Thing (cover of Peaches & Herb)"

## Filmografia

### Televisione
- 1961: Alvin Show (serie televisiva)
- 1981: A Chipmunk Christmas (special televisivo)
- 1983: Alvin rock 'n' roll (serie televisiva)
- 1990: I nostri eroi alla riscossa (special televisivo)
- 2015: Alvinnn!!! e i Chipmunks (serie televisiva)

### Cinema
- 1987: Le avventure dei Chipmunk (lungometraggio animato)
- 1990: Alvin and the Chipmunks/Five Decades with the Chipmunks (documentario)
- 1999: Alvin Superstar incontra Frankenstein (lungometraggio animato)
- 2000: Alvin Superstar incontra l'Uomo Lupo (lungometraggio animato)
- 2007: Alvin Superstar (film cinematografico)
- 2009: Alvin Superstar 2 (sequel cinematografico)
- 2011: Alvin Superstar 3 - Si salvi chi può! (sequel cinematografico)
- 2015: Alvin Superstar - Nessuno ci può fermare (sequel cinematografico)

### Direct to video
- 2003: Little Alvin and the Mini-Munks